# Elektronische Versicherungsbestätigung
Eine elektronische Versicherungsbestätigung (eVB) ist in Deutschland der Nachweis einer Versicherungsgesellschaft über die gesetzliche Kfz-Haftpflichtversicherung („Deckung“) für ein im öffentlichen Raum verkehrendes Kraftfahrzeug. Die Bestätigung muss der Kraftfahrzeug-Zulassungsbehörde bei Erstzulassung und bei technischen oder personenbezogenen Änderungen des Kraftfahrzeugs vorgelegt werden. Nur dann kann von der Zulassungsstelle eine Zulassung vergeben werden. Die elektronische Versicherungsbestätigung enthält unter anderem die Versicherungsbestätigungsnummer (kurz VB-Nummer, fälschlicherweise oft auch als eVB-Nummer bezeichnet).

## Vor dem Jahr 2008
Bevor 2008 die elektronische Versicherungsbestätigung eingeführt wurde, diente als Versicherungsnachweis die Deckungskarte. Hierbei wurde von einem Versicherungsunternehmen eine Bestätigung in Papierform ausgehändigt, auf der die Daten des Versicherungsnehmers und des Fahrzeugs vermerkt waren. Es handelte sich um eine Doppelkarte: Ein Exemplar wurde dem Versicherungsnehmer ausgehändigt, ein weiteres zur Niederlassung des Versicherungsunternehmens verschickt. Erst nachdem letzteres bei dem Versicherungsunternehmen eingegangen war, wurde diesem bekannt, dass eine vorläufige Deckung gewährleistet werden muss. Dieses Vorgehen war also mit einem größeren Aufwand verbunden.

## Beantragung
Verglichen mit der Deckungskarte ist die Beantragung einer elektronischen Versicherungsbestätigung mit weniger Aufwand verbunden. Zur Zeit- und Kostenersparnis besteht die Möglichkeit, diese Nummer online anzufordern. Anschließend wird sie wahlweise per E-Mail oder SMS zugestellt. Die Methode der eVB hat die vorherige Doppelkarte daher vollständig ersetzt.

## VB-Nummer
Die VB-Nummer besteht aus sieben Zeichen, die jeweils mit Ziffern oder Großbuchstaben dargestellt werden. Die Buchstaben I und O werden nicht verwendet. Das soll Verwechslungen mit den Ziffern 0 und 1 vermeiden. Die ersten beiden Zeichen kennzeichnen das ausstellende Versicherungsunternehmen. Diese Zuordnung wird durch die GDV Dienstleistungs-GmbH (GDV DL) vorgenommen.
Beispiel für eine VB-Nummer: A1BC25Z.

## Dauer der Gültigkeit
Jedes Versicherungsunternehmen kann die Gültigkeitsdauer seiner ausgegebenen VB-Nummer selbst festlegen. Die GDV DL empfiehlt eine Gültigkeitsdauer zwischen 3 und 18 Monaten. Die maximale zulässige Gültigkeitsdauer ist 24 Monate. Viele Versicherungsunternehmen reduzieren die Geltungsdauer auf 3, 6 oder 9 Monate. Wird die VB-Nummer nicht innerhalb des Gültigkeitszeitraums verwendet, verfällt sie und kann später, nach dem Verstreichen einer Sperrfrist, durch das Versicherungsunternehmen erneut vergeben werden.
Normale VB-Nummern können nur einmalig verwendet werden. Bei Kunden mit großen Fahrzeugflotten kann der Versicherer eine Dauer-eVB ausgeben, die dann für alle Fahrzeug-Zulassungen dieses Unternehmens gültig ist. Diese Dauer-eVBs haben keine im Voraus begrenzte Gültigkeitsdauer.

## Anlässe
Die elektronische Versicherungsbestätigung wird vor allem für folgende Anlässe benötigt:
- Neuzulassung eines Fahrzeugs
- Wechsel eines Fahrzeugs
- neues Kennzeichen
- Wiederzulassung eines stillgelegten Fahrzeugs
- Ummeldung des Fahrzeugs auf einen anderen Halter
- Änderungen am Fahrzeug, die in den Fahrzeugdokumenten eingetragen werden müssen und bei einer eVB mit Einschränkungen nicht abgedeckt sind (z. B. Verwendungszweck)
- Beantragung eines Kurzzeitkennzeichens (z. B. für Überführungs- oder Probefahrten)

## Kfz-Kasko-Versicherungen
Mit der elektronischen Versicherungsbestätigung wird bei Zulassung ausschließlich der Kfz-Haftpflichtversicherungsschutz bestätigt. Ein gewünschter Kasko-Versicherungsschutz ist beim Versicherer zusätzlich zu beantragen.

## Speicherung
Für die Organisation und den Datenaustausch zwischen der Kfz-Zulassungsstelle und dem Versicherungsunternehmen ist die GDV Dienstleistungs-GmbH (GDV DL) zuständig. Aktuelle VB-Nummern werden zusammen mit den Daten des Versicherungsnehmers in einer Datenbank der GDV DL gespeichert. Die Zulassungsbehörden lassen sich die Daten zur Pflichtversicherung über das Kraftfahrt-Bundesamt von der GDV DL übermitteln. Die Zuordnung der Datensätze geschieht anhand der VB-Nummer. 
Die GDV DL fungiert als Clearingstelle zwischen den Zulassungsbehörden und der Versicherungswirtschaft. Sie sorgt für den Datenaustausch.

## Schweiz
In der Schweiz gibt es ebenfalls ähnlich wie in Deutschland einen Elektronischen Versicherungsnachweis (eVN), da eine Haftpflichtversicherung für Motorfahrzeuge obligatorisch ist.